# (22467) Koharumi
(22467) Koharumi est un astéroïde de la ceinture principale.

## Description
(22467) Koharumi est un astéroïde de la ceinture principale. Il fut découvert le 30 janvier 1997 à Ōizumi par Takao Kobayashi. Il présente une orbite caractérisée par un demi-grand axe de 2,37 UA, une excentricité de 0,05 et une inclinaison de 6,5° par rapport à l'écliptique.

## Compléments